# Parada de Honduras
Honduras es una parada de las líneas Ibaiondo - Salburua y Abetxuko - Unibertsitatea en el tranvía de Vitoria, explotado por Euskotren Tranbia. Fue inaugurada el 23 de diciembre de 2008 junto a todas las paradas del ramal de Ibaiondo, desde la de Angulema hasta la de Ibaiondo. Se incorporó a la línea Abetxuko - Angulema el 10 de julio de 2009. Es en esta parada donde se produce la bifurcación entre ambas líneas, que comparten recorrido desde Florida.

## Localización
Se encuentra ubicada en la Calle Honduras, junto a la Rotonda de América Latina y el Parque de Gazalbide.

## Líneas
| Líneas que prestan servicio en la parada de Honduras |               |       |             |                |
| << Cabecera                                          | < Anterior    | Línea | Siguiente > | Cabecera >>    |
| Ibaiondo                                             | Euskal Herria | TVG   | Europa      | Salburua       |
| Abetxuko                                             | Intermodal    | TVG   | Europa      | Unibertsitatea |